# 秋吉茂
秋吉茂（あきよし　しげる、1917年-　）は、元新聞記者、文筆家。

## 来歴
福岡県生まれ。朝日新聞西部本社社会部、編集委員をへて、朝日新聞客員。日本映画学校理事。
1964年『美女とネズミと神々の島』で日本エッセイストクラブ賞受賞。

## 著書
- 美女とネズミと神々の島 かくれていた日本 河出書房新社 1964 のち文庫
- 体当りエンピツ遊記 日本の詩と人情を訪ねて 佼成出版社 1966
- ニッポン・リッチ伝 謙光社 1967
- ニッポン女傑伝 謙光社 1969
- 巷の仏教者 佼成出版社 1974
- 駅弁の町 朝日ソノラマ 1975 (カラーフォトシリーズ)
- ふるさとに味あり 朝日ソノラマ 1976
- 春雷のごとく 林原一郎風雲録 謙光社 1983.10
- にっぽん歴史秘話 1989.4 (河出文庫)
- 遥かなり流砂の大陸 中央アジア歴史紀行 河出書房新社 1999.4

## 映画
- 百万人の大合唱 （東宝、1972） - 原作

## 参考
- 河出文庫の著者紹介